# Брюхов, Владимир Владимирович
Владимир Владимирович Брюхов (1861—1939) — русский военный деятель, генерал-майор (1917). Герой Первой мировой войны, участник Гражданской войны в России.

## Биография
В 1880 году вступил в службу после окончания Первого Санкт-Петербургского кадетского корпуса. В 1882 году после окончания Павловского военного училища по I разряду произведён  подпоручики  и выпущен в  Ряжский 70-й пехотный полк. В  1886 году  произведён в поручики, в 1893 году  в штабс-капитаны, в 1900 году в капитаны, командир роты.
В 1905 году произведён в подполковники, в 1911 году в полковники, командир батальона и первый старший офицер Белёвского 71-го пехотного полка. С 1914 года участник Первой мировой войны, врио командира Белёвского 71-го пехотного полка. С 1914 года командир Ряжского 70-го пехотного полка.  В 1916 году произведён в генерал-майоры, командир бригады 180-й пехотной дивизии. С 1917 года командир 180-й пехотной дивизии.

Высочайшим приказом от 23 апреля 1915 года за храбрость награждён Георгиевским оружием: 
За то что в боях 23-го и 24-го сентября 1914 года, у д.д. Кемпа и Залешаны, будучи начальником боевого участка позиции, занятой для прикрытия переправы через р. Санъ  наших сил с артиллерией и обозами, принимал личное участие в отражении упорных и настойчивых атак превосходных сил противника, причём позиция была удержана, сам же был тяжело ранен в шею на вылет
После Октябрьской революции, с 1918 года  участник Белого движения в составе Добровольческой армии и ВСЮР. С 1919 года преподаватель подготовительных офицерских курсов при Кавказской Добровольческой армии. С 1920 года в эмиграции во Франции. Умер 24 апреля 1939 года, похоронен в Сент-Женевьев де Буа.

## Награды
- Орден Святой Анны 3-й степени (ВП 1901)
- Орден Святого Станислава 2-й степени  (ВП 1905)
- Орден Святого Владимира 4-й степени с мечами и бантом (ВП 1914; ВП 13.01.1916)
- Орден Святого Владимира 3-й степени с мечами (ВП 02.04.1915)
- Георгиевское оружие (ВП 23.04.1915)
- Монаршее Благоволение (ВП 19.04.1916)